# Armoricaphyton chateaupannense
Genre
Espèce
Armoricaphyton chateaupannense est une espèce éteinte de plantes, découverte en Anjou, en 2006, dans la carrière de calcaire de Montjean-sur-Loire par Christine Strullu-Derrien.
Elle est aujourd'hui reconnue comme le plus vieux fossile ligneux connu au monde,.

## Découverte
Christine Strullu-Derrien est une chercheuse française travaillant au Musée d'histoire naturelle de Londres en tant que paléobotaniste et paléomycologiste.
En cherchant dans cette carrière appelée carrière de Châteaupanne, elle trouve différents fossiles de végétaux dont un particulièrement intéressant qu’elle choisit d’appeler Armoricaphyton chateaupannense en référence au massif armoricain et au nom de la carrière. Le fossile a été étudié sous toutes les coutures par l'European Synchrotron Radiation Facility à Grenoble, fournissant les rayons X les plus puissants dans le monde.

## Datation
Armoricaphyton chateaupannense date du Dévonien inférieur, à l'extrême base de l'étage Emsien. Il est vieux d'environ 407 Ma (millions d'années). Ce fossile est constitué d’une forme de bois alors que l’apparition du bois avait jusqu’alors été datée à environ 397 millions d’années à la fin de l'Emsien. Armoricaphyton chateaupannense est donc le plus vieux fossile ligneux du monde. Il fait reculer d’environ 10 Ma l’apparition du bois sur Terre. Elle est sans doute un précurseur des lignophytes, plantes possédant un cambium et produisant du bois.

## Description
Les fossiles d'Armoricaphyton chateaupannense sont des tiges ramifiées étroites (15 à 20 millimètres de large pour une longueur estimée à 15 à 20 centimètres) avec une organisation cellulaire semblable à celle du bois (tissu xylémique). Ces fossiles de plantes sont épigénisés en pyrite (disulfure de fer).

## Le rôle du bois
Il  était couramment admis que le bois servit de support pour l’élévation des plantes. Or les fossiles découverts sont des espèces de petite taille (15 à 20 cm de long). Cette découverte remet donc en cause le rôle de bois qui n'aurait pas servi à l’élévation mais plutôt à la circulation de la sève. Le bois améliore les capacités conductrices des plantes. Il s’agirait donc d’une adaptation en réaction à la baisse en dioxyde de carbone connue au début du Dévonien.
Les plantes du Dévonien inférieur n’avaient ni feuilles, ni racines ; elles effectuaient sans doute leur photosynthèse au niveau de leurs ramifications. Sous le climat du Dévonien, elles avaient intérêt à conserver une densité somatique faible.